# Project Reason
Project Reason es una fundación estadounidense (de tipo 501(c)(3)) cuyo principal objetivo es la promoción del conocimiento científico y los valores laicos en la sociedad actual.

## Historia
En 2007 sus autores son el matrimonio formado por Sam Harris y Annaka Harris, fundan Project Reason. En su página web se especifica:
El proyecto se basa en el talento de pensadores creativos y prominentes de una amplia variedad de disciplinas -ciencia, derecho, literatura, tecnologías de la información, entretenimiento, etc. para profundizar en pensamiento crítico y políticas públicas. Se organizarán conferencias, se producirán películas e investigaciones científicas, encuestas de opinión, premios a otras organizaciones sin ánimo de lucro y apoyo material a disidentes de la religión, con el propósito de disminuir la influencia del dogmatismo y la superstición
"Una necesidad inmediata", según Sam Harris "es construir un archivo con lo mejor de las fuentes laicas en internet. Los usuarios registrados pueden subir sus vídeos, artículos o entrevistas favoritas".
Los usuarios también pueden realizar donaciones: "Las organizaciones religiosas líderes tienen un presupuesto anual de alrededor de 100 millones de dólares, no hay organización con un presupuesto equivalente en el mundo laico. Nos puede llevar un tiempo, pero tú puedes ayudarnos a construirlo".

## Miembros
El proyecto ha atraído a seguidores que hoy son miembros destacados:
- Ayaan Hirsi Ali, miembro del parlamento holandés y escritor del libro The Caged Virgin
- Bill Maher, comediante
- Brent Forrester, ganador de premio Emmy
- Christopher Hitchens, autor del libro Dios no es bueno
- Daniel C. Dennett, Universidad de Tufts
- Harold Kroto, premio Nobel de Química
- Ian McEwan, escritor
- Ibn Warraq, escritor
- Jerry Coyne, Universidad de Chicago
- Lawrence Krauss, Universidad de Arizona
- Lee M. Silver, Universidad de Princeton
- Peter Atkins, Universidad de Oxford
- Rebecca Goldstein, filósofa y novelista
- Richard Dawkins, Universidad de Oxford
- Salman Rushdie, escritor
- Steven Pinker, Universidad de Harvard
- Steven Weinberg, premio Nobel de Física